# Saga (prefectuur)
De prefectuur Saga  (Japans: 佐賀県, Saga-ken) is een Japanse prefectuur op het eiland Kyushu. Saga heeft een oppervlakte van 2439,58 km² en had op 1 maart 2008 een bevolking van ongeveer 858.159 inwoners. De hoofdstad is Saga.

## Geografie
De prefectuur Saga bevindt zich in het noordwesten van het eiland Kyushu. Het is de kleinste prefectuur van het eiland. De prefectuur wordt begrensd door de Genkai-zee en de Straat van Tsushima in het noorden en de Ariake-zee in het zuiden. De prefectuur is voornamelijk ruraal op de steden Saga en Karatsu na. Landbouwgrond en bos nemen meer dan 68% van de totale oppervlakte voor zich.
De administratieve onderverdeling is als volgt:

### Zelfstandige steden (市) shi
Er zijn 10 steden in de prefectuur Saga.
- Imari
- Kanzaki
- Karatsu
- Kashima
- Ogi
- Saga (hoofdstad)
- Takeo
- Taku
- Tosu
- Ureshino

### Gemeenten (郡 gun)
De gemeenten van Saga, ingedeeld naar district:
| District        | Gemeenten                   |
| --------------- | --------------------------- |
| Fujitsu         | Tara                        |
| Higashimatsuura | Genkai                      |
| Kanzaki         | Yoshinogari                 |
| Kishima         | Kohoku - Omachi - Shiroishi |
| Miyaki          | Kamimine - Kiyama - Miyaki  |
| Nishimatsuura   | Arita                       |

### Fusies
(Situatie op 4 januari 2008) 
Zie ook: Gemeentelijke herindeling in Japan
- Op 1 januari 2005 fusioneerden de gemeenten Fukudomi, Ariake en Shiroishi (allen van het District Kishima) tot de nieuwe gemeente Shiroishi.
- Op 1 januari 2005 werden de gemeenten Hamatama, Kyuragi, Ochi, Hizen, Chinzei, Yobuko en Kitahata (allen van het District Higashimatsuura) aangehecht bij de stad Karatsu.
- Op 1 maart 2005 werden de gemeenten Ogi, Ashikari, Mikatsuki en Ushizu (allen van het District Ogi) samengevoegd tot de nieuwe stad Ogi. Het District Ogi verdween ten gevolge van deze fusie .
- Op 1 maart 2005 werden de gemeenten Nakabaru, Kitashigeyasu en Mine van het District Miyaki samengevoegd tot de nieuwe gemeente Miyaki.
- Op 1 oktober 2005 werden de gemeenten Morodomi, Yamato en Fuji (allen van het District Saga) en de gemeente Mitsuse van het District Kanzaki aangehecht bij de stad Saga.
- Op 1 januari 2006 fusioneerden de gemeenten Ureshino en Shiota van het District Fujitsu tot de nieuwe stad Ureshino.
- Op 1 januari 2006 werd de gemeente Nanayama van het District Higashimatsuura aangehecht bij de stad Karatsu.
- Op 1 maart 2006 werden de gemeenten Yamauchi en Kitagata van het District Kishima aangehecht bij de stad Takeo.
- Op 1 maart 2006 fusioneerden de gemeenten Nishiarita en Arita (beide van het District Nishimatsuura) tot de nieuwe gemeente Arita.
- Op 1 maart 2006 fusioneerden de gemeenten Mitagawa en Higashisefuri van het District Kanzaki tot de nieuwe gemeente Yoshinogari.
- Op 20 maart 2006 werden de gemeenten Kanzaki, Chiyoda en Sefuri (allen van het District Kanzaki) samengevoegd tot de nieuwe stad Kanzaki.
- Op 1 oktober 2007 werden de overblijvende gemeenten van het District Saga (Higashiyoka, Kawasoe en Kubota) aangehecht bij de stad Saga. Het District Saga hield op te bestaan.

## Bezienswaardigheden

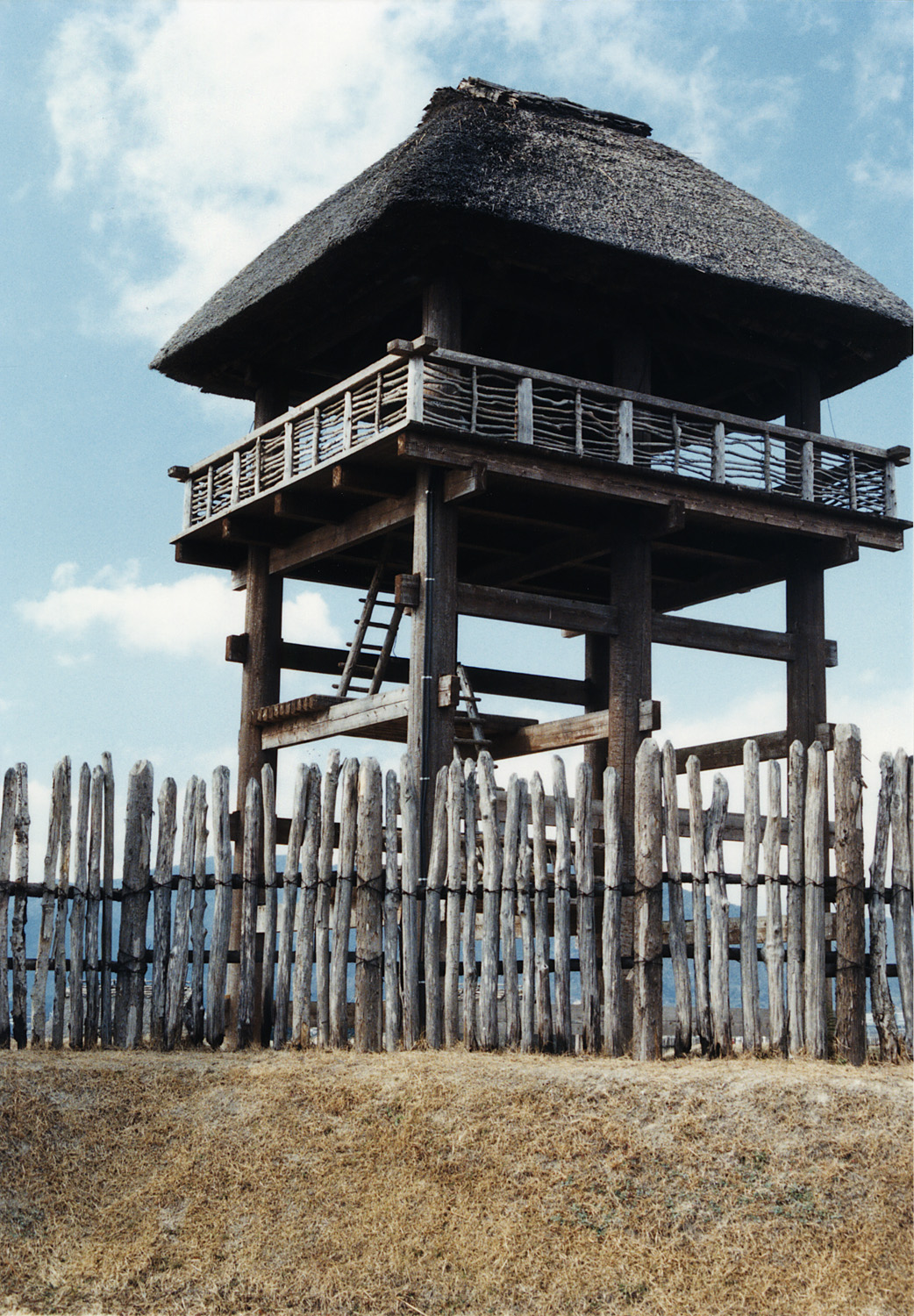
Gereconstrueerde woning uit de Yayoi-periode in Yoshinogari

- Het Kasteel van Karatsu
- Het Yayoi dorp in Yoshinogari

## Geboren
- Hideki Kita (1952), langeafstandsloper